# Oecophora bractella
Oecophora bractella (Linnaeus 1758) је врста ноћног лептира (мољца) из породице Oecophoridae.

## Распрострањење
O. bractella је распрострањена широм Европе, где насељава шумска станишта. Забележена је и у Великој Британији. У Србији је ретка врста, јавља се од низијских предела до преко 1000 метара надморске висине.

## Опис
Лептир је карактеристичан и веома упадљиво обојен. Тело је практично двобојно, горња половина предњих крила је жуте боје а доња црне са по једном жутом мрљом на оба крила. Такође су видљиви појасеви металик плаве боје који се пресијавају.

## Биологија
O. bractella се најчешће налази у шумама, активни су ноћу, највише у сумрак и привлачи их светло. Лептир је активан од маја до јула. Женке полажу јаја на труло дрвеће, а гусенице се хране мртвим дрветом, а могуће и гљивама које су повезане са трулим дрветом.

## Галерија
- гусеница

## Синоними
- Phalaena bractella Linnaeus, 1758